# Otis Spann
Otis Spann (Jackson, 21 maart 1930 - Chicago, 24 april 1970) was een Amerikaanse bluesmuzikant (zang, piano).

## Biografie
Spanns biologische vader Friday Ford was een plaatselijk bekende pianist en zijn moeder heette Josephine Erby en speelde gitaar en zong. Ze had o.a. samen gespeeld met Memphis Minnie en Bessie Smith. Spann leerde het pianospel van zichzelf. Nog geen 10 jaar oud speelde hij piano en orgel in de kerk van zijn stiefvader. Met zijn neef, de pianist Johnnie Jones (1924-1964), die later opnamen maakte met Elmore James, speelde hij in zijn tienerjaren in bars en op feesten. Tussen 1947 en 1951 vervulde Spann zijn militaire dienstplicht in Japan en Duitsland. Daarna was hij lang pianist in de band van Muddy Waters, en in feite had hij de band nooit helemaal verlaten, ook niet toen hij zijn eigen combo formeerde. 
Al vroeg in de jaren 1950 bewees hij zich als hoofdstudiopianist van Chess Records in Chicago. Daar begeleidde hij o.a. Howlin' Wolf, Bo Diddley en Chuck Berry. In 1958 speelden Spann en Muddy Waters samen met de band van de Britse trombonist Chris Barber tijdens een Britse tournee. In 1960 nam Spann voor Candid Records een lp op met Robert Junior Lockwood, die bij critici hoog aangeprezen stond en als een van zijn beste geldt. Tijdens de American-Folk-Blues-Festival-tournee nam hij in oktober 1963 een soloplaat op voor Storyville in Kopenhagen, met alleen zang en piano. Op dezelfde dag begeleidde hij Lonnie Johnson, die voor hetzelfde label een lp opnam. In 1965/1966 nam hij onder zijn eigen naam opnamen op voor Testament Records (solo en met de drummer Robert Whitehead). In 1966 begeleidde hij Johnny Shines, Eddie Taylor en Floyd Jones bij hun publicaties bij hetzelfde label. In 1965 nam de toenmalige bezetting van de Muddy Waters Band een album op voor Prestige Records. Muddy Waters zelf trad bij deze opnamen op als Dirty Rivers wegens een exclusief contract met Chess Records. Hoewel de plaat onder Spanns naam werd uitgebracht, was James Cotton gelijkwaardig frontman.
De hele jaren 1960 waren zeer productief voor de studiopianist Spann. Naast zijn bezigheid voor Chess Records nam hij onder zijn eigen naam op voor Vanguard Records met een complete band en enkel de drummer S.P. Leary, nam hij als lid van de Muddy Waters Band lp's op met John Lee Hooker voor Bluesway en met Big Mama Thornton voor Arhoolie Records.  Bij het laatste label speelde hij in 1968 piano op een lp van de gitarist en mandolinespeler Johnny Young.
Eind jaren 1960 speelde hij op albums van Buddy Guy, Peter Green en Fleetwood Mac. Sinds zijn scheiding van Muddy Waters ondersteunde hij zijn echtgenote Lucille Spann bij haar zangcarrière. Zijn laatste muzikale accenten zette hij op Southside Blues Jam (Delmark Records) van de zanger en bluesharpspeler Junior Wells.
Het muziektijdschrift Rolling Stone wijdde een lang artikel aan hem. 

## Overlijden
Drie maanden later, in april 1970, overleed Spann op 40-jarige leeftijd aan de gevolgen van kanker.

## Discografie

### Albums
- 1960: Otis Spann Is the Blues (Candid Records)
- 1963: Piano Blues (Storyville)
- 1963: Portrait in Blues (Storyville)
- 1964: The Blues of Otis Spann (Decca Records)
- 1965: Otis Spann's Chicago Blues (Testament Records)
- 1965: The Blues Never Die! (Prestige), Original Blues Classics
- 1966: The Blues Is Where It's At (BluesWay, BGO Records)
- 1967: Nobody Knows My Troubles (Bounty, Polydor)
- 1967: Raw Blues (met John Mayall, Eric Clapton e.a.), (Decca Records), London
- 1968: The Bottom of the Blues (BluesWay, BGO Records)
- 1969: The Biggest Thing Since Colossus (met Fleetwood Mac), (Blue Horizon, Columbia Records/Sony Music)
- 1969: Cracked Spanner Head (Decca Records)
- 1969: Blues Jam at Chess (met Fleetwood Mac e.a.), (Blue Horizon, Sony Music Rewind)
- 1969: Fathers and Sons (Chess Records)
- 1970: Cryin' Time (Vanguard)
- 1970: Otis Spann (Everest)
- 1970: Sweet Giant of the Blues (Blues Time)
- 1970: The Everlasting Blues (Spivey Records)
- 1972: Walking the Blues (Candid Records)
- 1973: Heart Loaded with Trouble (BluesWay)
- 1974: Blues Rocks (Blues Time)
- 1974: Cry Before I Go (BluesWay)
- 1983: Nobody Knows Chicago Like I Do (Charly Records)
- 1984: Rarest (JSP Records)
- 1990: This Is the Blues (Roots)
- 1997: Live the Life (Testament Records)
- 1999: Best of Vanguard Years (Vanguard)
- 2000: Last Call – Live at the Boston Tea Party April 2nd, 1970 (Universe)
- 2003: I Wanna Go Home (Hightone Records) (reissue van Otis Spann's Chicago Blues)
- 2005: The Blues of Otis Spann / Cracked Spanner Head (2 Originals), Beat Goes On (BGO Records)
- 2006: Complete Blue Horizon Sessions (Blue Horizon, Columbia Records)
- 2006: Otis Spann – From the Archives (digitally remastered), (Essential Media Group)

### DVD's
- 2002: Various Artists – Colin James presents The Blues Masters
- 2009: U.S. Blues Tour '63

- Biblioteca Nacional de España: XX1025497
- Bibliothèque nationale de France: cb13899958s (data)
- Gemeinsame Normdatei: 134526392
- International Standard Name Identifier: 0000 0003 5788 7696
- Library of Congress Control Number: n87119483
- MusicBrainz: ff609eb0-5425-4963-9e55-85d729f4648e
- Nationale Bibliotheek van Tsjechië: xx0148303
- Nederlandse Thesaurus van Auteursnamen: 074536311
- SNAC: w6pg2n1x
- Système universitaire de documentation: 161777228
- Virtual International Authority File: 203749851
- WorldCat: E39PBJyxmRbdK7cC3Djk3RbKh3